# A Very Murray Christmas
A Very Murray Christmas è un film per la televisione statunitense diretto da Sofia Coppola e distribuito da Netflix come speciale natalizio il 4 dicembre 2015.
Si tratta di una commedia musicale volta a omaggiare i tradizionali spettacoli di varietà organizzati dalle emittenti televisive nel periodo natalizio, in cui Bill Murray viene affiancato da un ricco cast di attori e musicisti noti.

## Trama
Bill Murray è in procinto di presentare uno speciale televisivo natalizio dal Carlyle Hotel di Manhattan quando una tempesta di neve blocca il traffico della città. L'attore, rattristato e preoccupato dalla conseguente assenza di ospiti e pubblico, viene comunque convinto a provare a portare avanti lo spettacolo, finché un blackout non lo costringe definitivamente a rinunciare. Trasferitosi nel bar dell'hotel con il fidato accompagnatore musicale Paul Shaffer cerca a modo suo di continuare lì l'esibizione, intonando varie canzoni a tema natalizio con lo staff e gli ospiti dell'albergo. Dopo qualche bicchiere di troppo perde conoscenza, vivendo un sogno in cui riesce finalmente a esibirsi in uno spettacolo che asseconda i suoi stravaganti desideri, accompagnato da George Clooney e Miley Cyrus.

## Colonna sonora
Nel film sono intonati i seguenti brani, eseguiti musicalmente al pianoforte da Paul Shaffer:
1. The Christmas Blues, da Bill Murray
2. Jingle Bells (solo primi versi), da Bill Murray
3. Do You Hear What I Hear?, Bill Murray e Chris Rock
4. Baby, It's Cold Outside, da Jenny Lewis e Bill Murray
5. The Twelve Days of Christmas (solo primo verso), da Dmitri Dmitrov
6. O Tannenbaum (solo primo verso), da David Johansen
7. Good King Wenceslas (solo primi versi), da Jenny Lewis
8. Alone on Christmas Day, dai Phoenix, che hanno così lanciato il loro nuovo singolo[6], con Jason Schwartzman, Bill Murray, e David Johansen
9. Christmas (Baby Please Come Home), da Maya Rudolph
10. I Saw the Light, da Jason Schwartzman, Rashida Jones, Maya Rudolph, David Johansen e Bill Murray
11. Fairytale of New York, da David Johansen, Bill Murray e Jenny Lewis con l'accompagnamento corale di altri membri del cast
12. Sleigh Ride, da Bill Murray e Miley Cyrus
13. Silent Night, da Miley Cyrus
14. Santa Claus Wants Some Lovin', da George Clooney e Bill Murray
15. Let It Snow, da Bill Murray, Miley Cyrus e George Clooney; nella prima parte del film accennato anche da Bill Murray, Amy Poehler e Julie White
16. We Wish You a Merry Christmas, da Bill Murray